# 青面姬春蟬
青面姬春蟬（学名：Euterpnosia viridifrons）为蟬科姬春蟬屬下的一个种，成蟲於每年6月出沒，分布於臺灣中、低海拔山區，晝鳴至黃昏，公蟬體長約18—21（0.71—0.83英寸），母蟬體長約15—19（0.59—0.75英寸），體色多為橄欖綠或淡褐色，全身金色鱗毛，與同屬不同的特徵為額唇基為綠色且無斑紋、腹部較窄、第8腹節下緣具白粉，臺灣特有種，夜晚具趨光性。